# Rosenthal (компания)
Rosenthal — немецкий производитель фарфора и предметов домашнего обихода. Предприятие основано в 1879 году, в 2009 году компания была продана итальянской группе Sambonet Paderno Industrie.

## История
Компания Rosenthal была основана в 1879 году как семейный бизнес. Основатель компании Филипп Розенталь перевел свою мастерскую по раскрашиванию фарфора из Верля (Северный Рейн-Вестфалия) в Эркершрейт (Зельб, Бавария). В 1897 году Филипп Розенталь основал компании Bauer, Rosenthal & Co. в Кронах и Philipp Rosenthal & Co. AG. В 1908 году Розенталь купил фабрику по производству фарфора Thomas в Марктредвиц, а также фарфоровую компанию Zeidler & Co.
В 1921 году компания стала акционером производителя фарфора Krister Porzellan-Manufaktur (KPM) в Валбжихе (Силезия), а с 1936 года компания полностью принадлежала Rosenthal Group. В 1945 году завод был закрыт, но бренд был возрожден в 1951 году и использовался до 1971 года.
В период национал-социализма Филиппу Розенталю, из-за его еврейского происхождения, пришлось уйти с предприятия в 1934 году. Совет директоров и Наблюдательный совет были настроены против Розенталя и предприняли различные меры для предотвращения использования Филиппом Розенталем своего права голоса с целью изменения состава Правления и Наблюдательного совета. Нацистскую партию попросили оказать поддержку и продать голосующие акции лицам, которые были настроены против Розенталя. Однако нацистский режим не пошел на прямую конфронтацию с Филиппом Розенталем, чтобы не подвергать опасности международную деятельность компании. Смерть Филиппа Розенталя в 1937 году открыла дорогу наследникам компании и антисемитскому исполнительному комитету.
В 1936 году Розенталь купил фарфоровые заводы в Вальдерсхофе и Thomas в Вайденберге. В 1939 году была основана компания по производству изоляторов Rosenthal Isolatoren GmbH (RIG) с филиалами в Зельбе и Хеннигсдорфе под Берлином. В 1939 году компания носила название Rosenthal Porzellan AG. 27 марта 1941 года был принят «Указ о компаниях и коммерческих предприятиях» (Verordnung über Firmen von entjudeten Gewerbebetrieben (RGBl I 1941, S. 177)), который вынуждал отказываться от сотрудничества с еврейскими управляющими и предписывал ликвидировать еврейские предприятия, в том числе и Rosenthal. Присутствовавшие в совете директоров компании «арийцы» обратились напрямую к министру пропаганды Йозефу Геббельсу с просьбой сохранить компанию и получили разрешение на использование прежнего названия.
В 1950 году компанию возглавил сын основателя Филиппа Розенталя, Филипп Розенталь-младший, который вернулся из Великобритании, куда уехал во время войны. В послевоенное время компания вышла на лидирующие позиции в дизайне фарфора. В 1960 году в Нюрнберге была открыта дизайнерская студия Rosenthal Studiohaus. В 1972 году открылась мебельная фабрика Rosenthal Einrichtung.

## Сотрудничество с дизайнерами
C начала 1950-х годов Rosenthal тесно сотрудничает с известными дизайнерами и художниками. Благодаря этому компания стала одним из законодателей тенденций в современном дизайне.
В послевоенное время для сотрудничества были приглашены сначала американские дизайнеры, такие как Ричард Лейтем (Richard S. Latham) и Раймонд Лоуи, а затем, с 1960-х годов, преимущественно из Скандинавии, в том числе Тапио Вирккала, Бьорн Виинблад и Тимо Сарпанева. Они создали современные наборы посуды и сувенирные изделия из фарфора и стекла. В 1961 году эти разработки были выделены в отдельный дизайнерский бренд «Studio Line».
На сегодняшний день более 150 художников, дизайнеров и архитекторов принимали участие в создании работ под брендом Rosenthal. В том числе такие известные имена, как Вальтер Гропиус, Луиджи Колани, архитекторы Марио Беллини и Альдо Росси, британские минималисты и постмодернисты Джаспер Моррисон, Дороти Хафнер, Пауль Вундерлих, Рон Арад, а также Энцо Мари и Константин Грчич. Был создан большой ассортимент продукции, которая в настоящее время представляет широкий спектр стилей от классики до авангарда и имеет коллекционный интерес.

## Бренды
- Rosenthal studio-line — дизайн-ориентированная посуда и предметы искусства из фарфора и стекла
- Rosenthal classic — классический фарфор
- Rosenthal meets Versace — элитный фарфор, разработанный в сотрудничестве с домом Versace, с 1992 года
- Thomas — дизайнерский фарфор на каждый день
- Hutschenreuther — домашние и гостиничные блюда
- Arthur Krupp — недорогая линия для гастрономии[8]
- Arzberg, столовый фарфор, бренд основан в 2013 году[9].

## Галерея

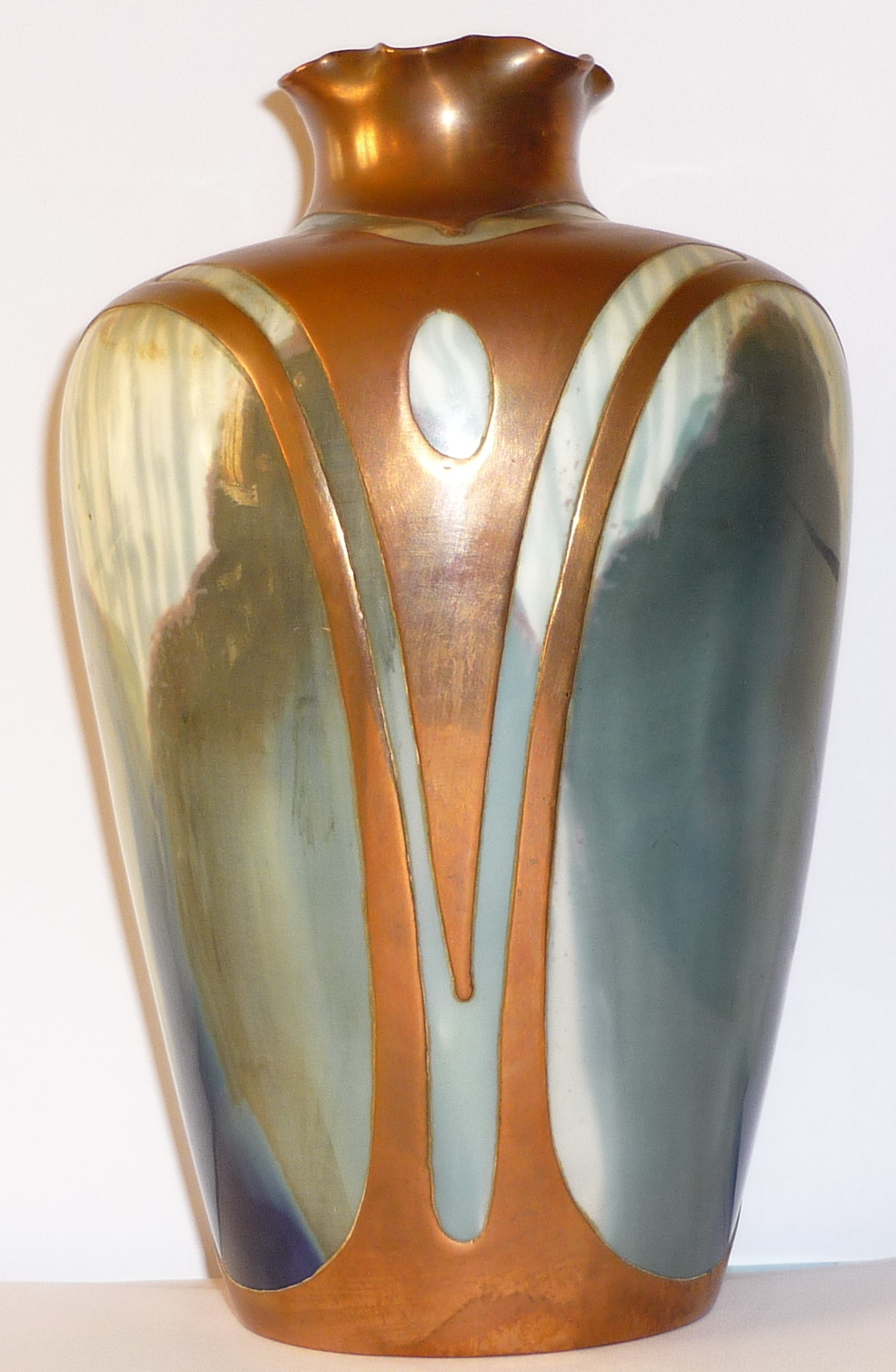
Ваза в стиле арнуво, 1900-е годы.
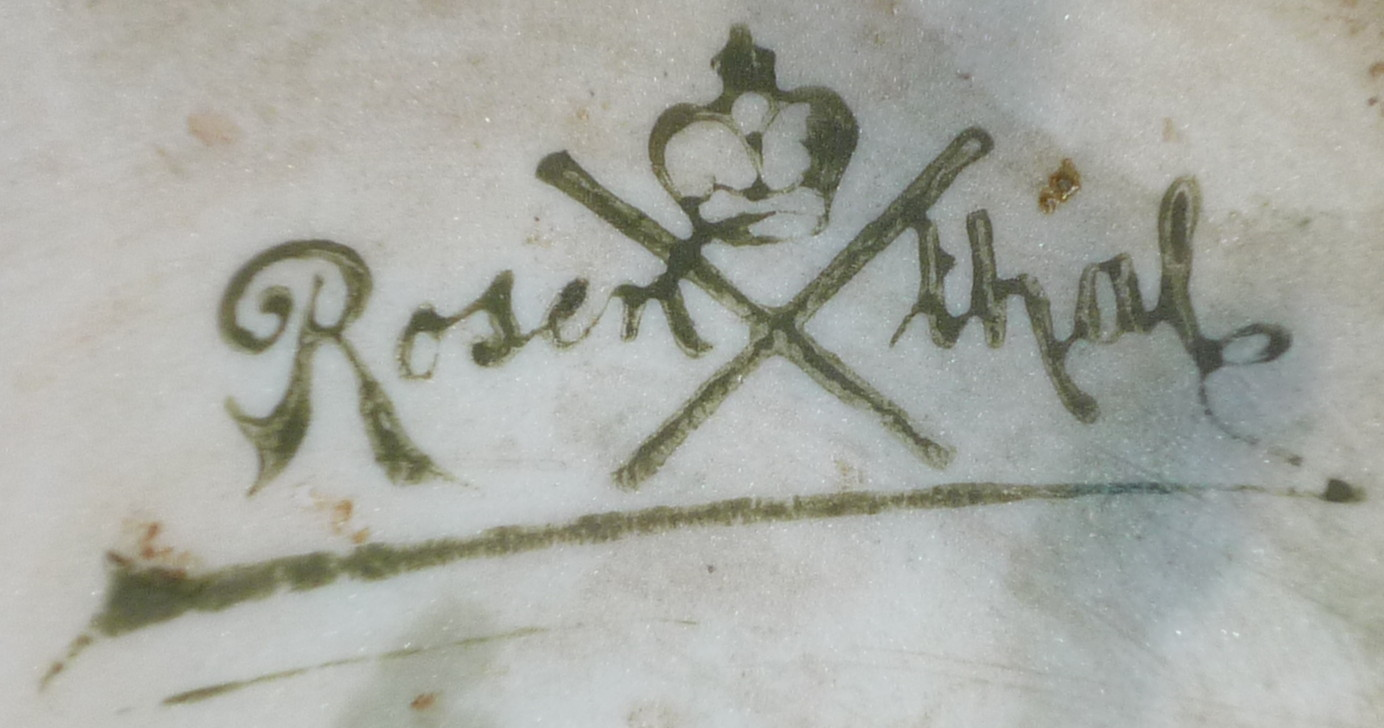
Клеймо 1900 года
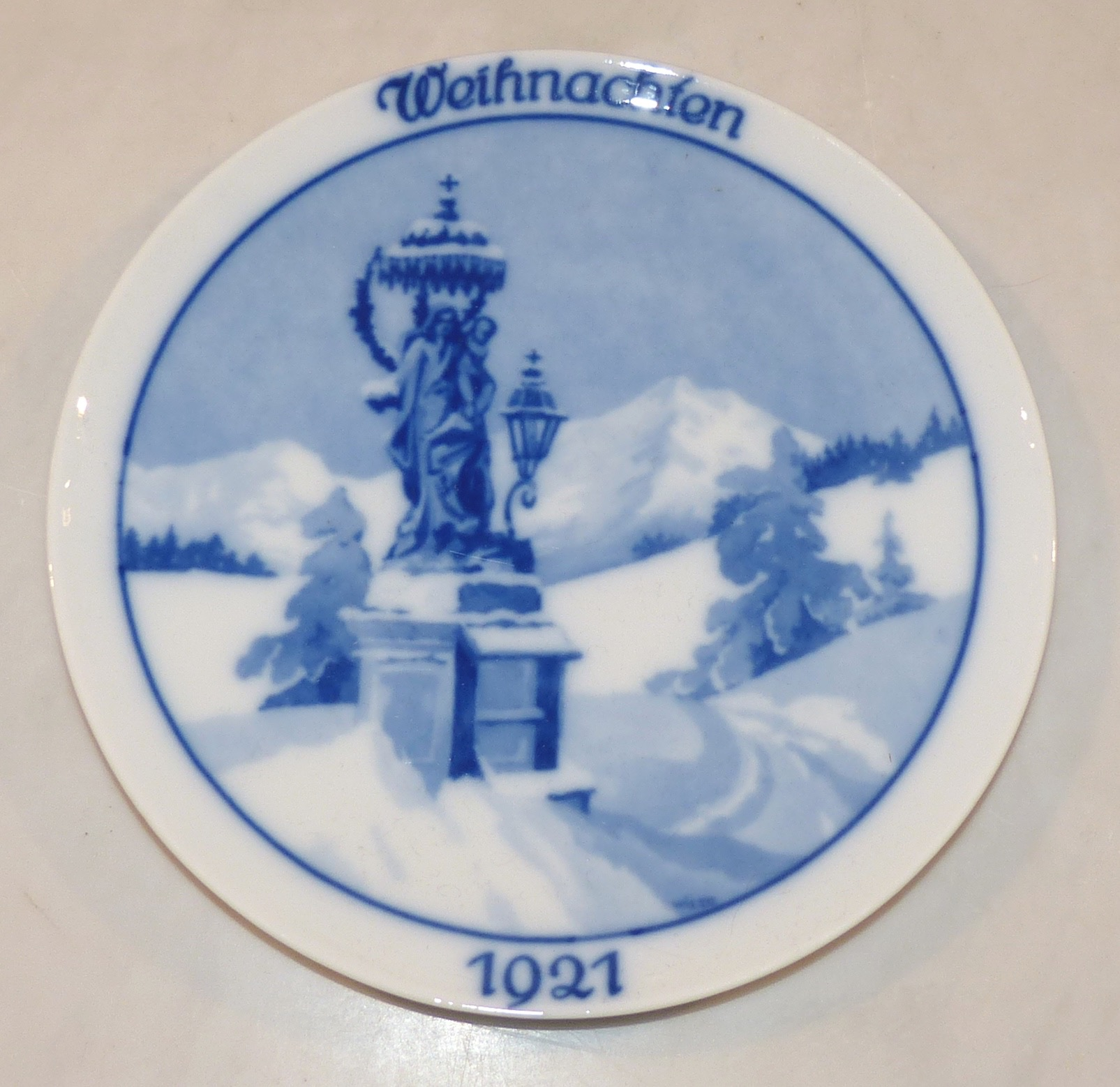
Фарфоровое блюдо 1921 года.
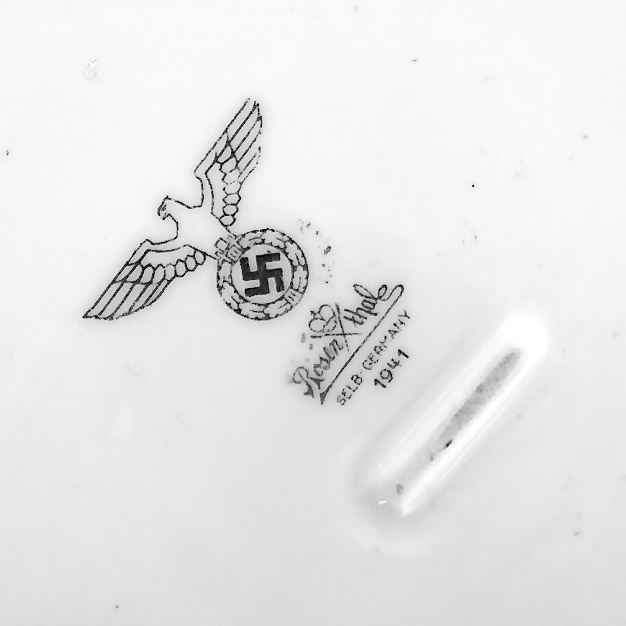
Специальная серия посуды для нацистской партии 1941 года.
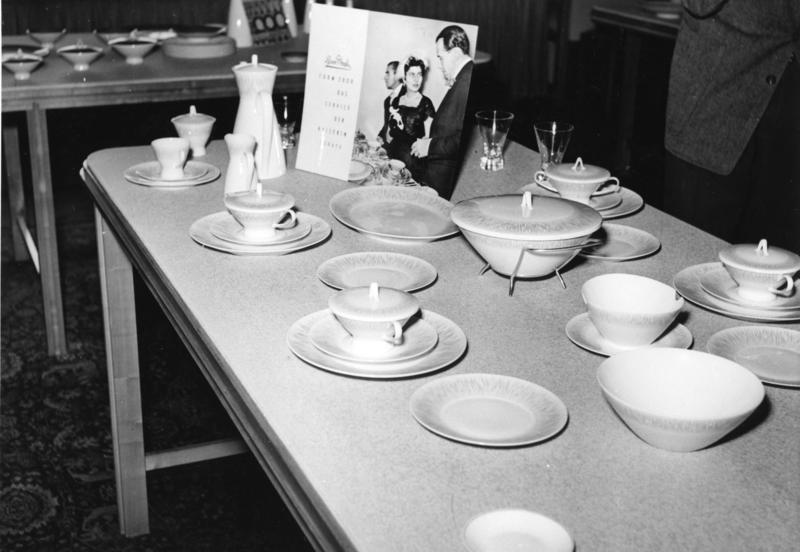
Сервиз «2000», дизайн Raymond Loewy/Richard Latham (1954 год).
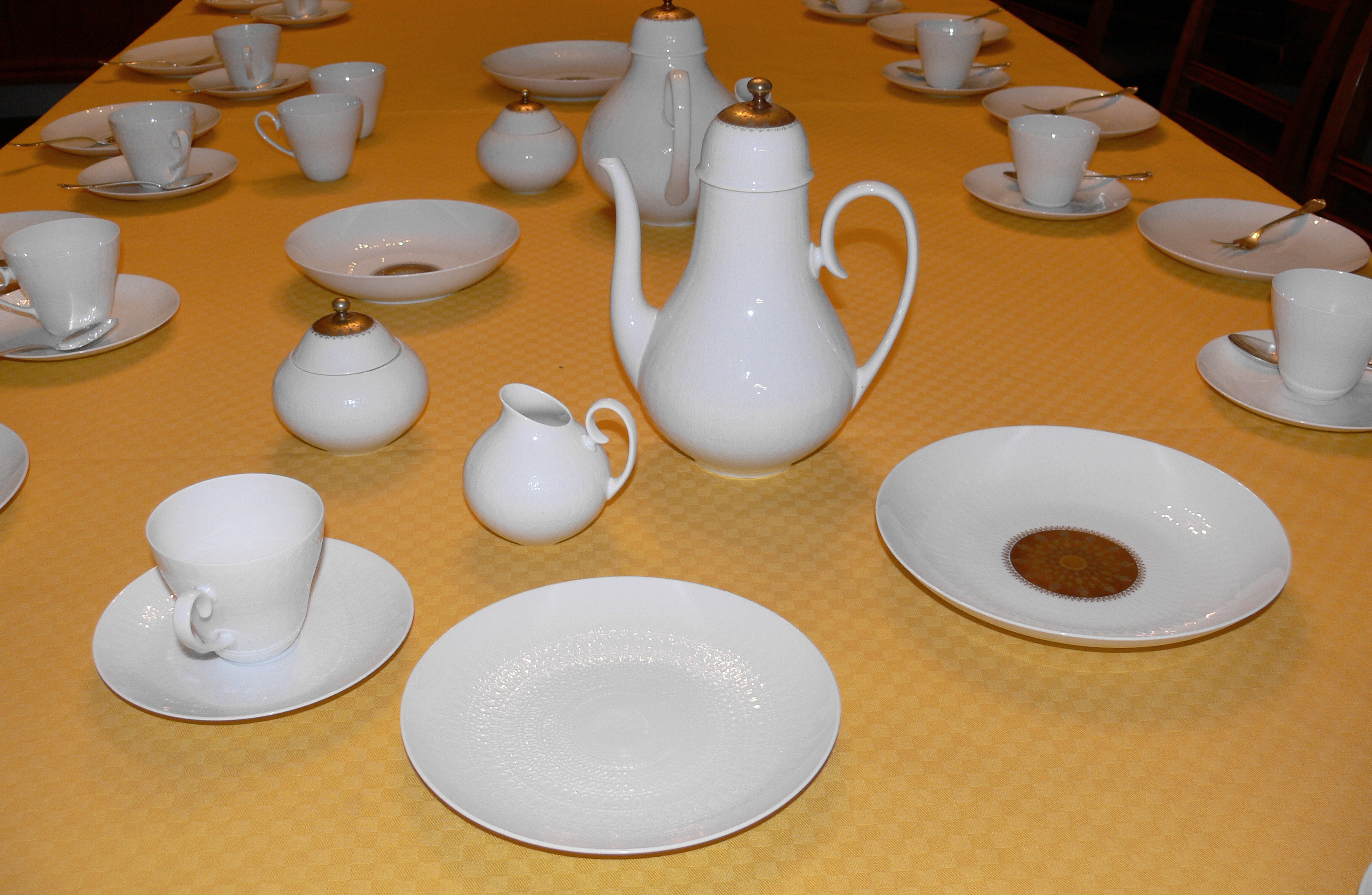
Сервиз «Romanze», дизайнер Bjørn Wiinblad (1959 год).